# Athmac Motor
Die Athmac Motor Company war ein britischer Hersteller von Automobilen, die in Leyton im Großraum London ansässig war.
1913 bauten sie den Athmac 10/12 hp, der von einem Vierzylindermotor mit 1110 cm³ Hubraum über ein Reibscheibengetriebe angetrieben war. Die Motorkraft wurde über zwei lange Riemen an die Hinterräder weitergeleitet.
Der Wagen sollte 120 Guinees kosten, aber die Serienfertigung kam nie so recht in Gang.